# Lydia Mischkulnig

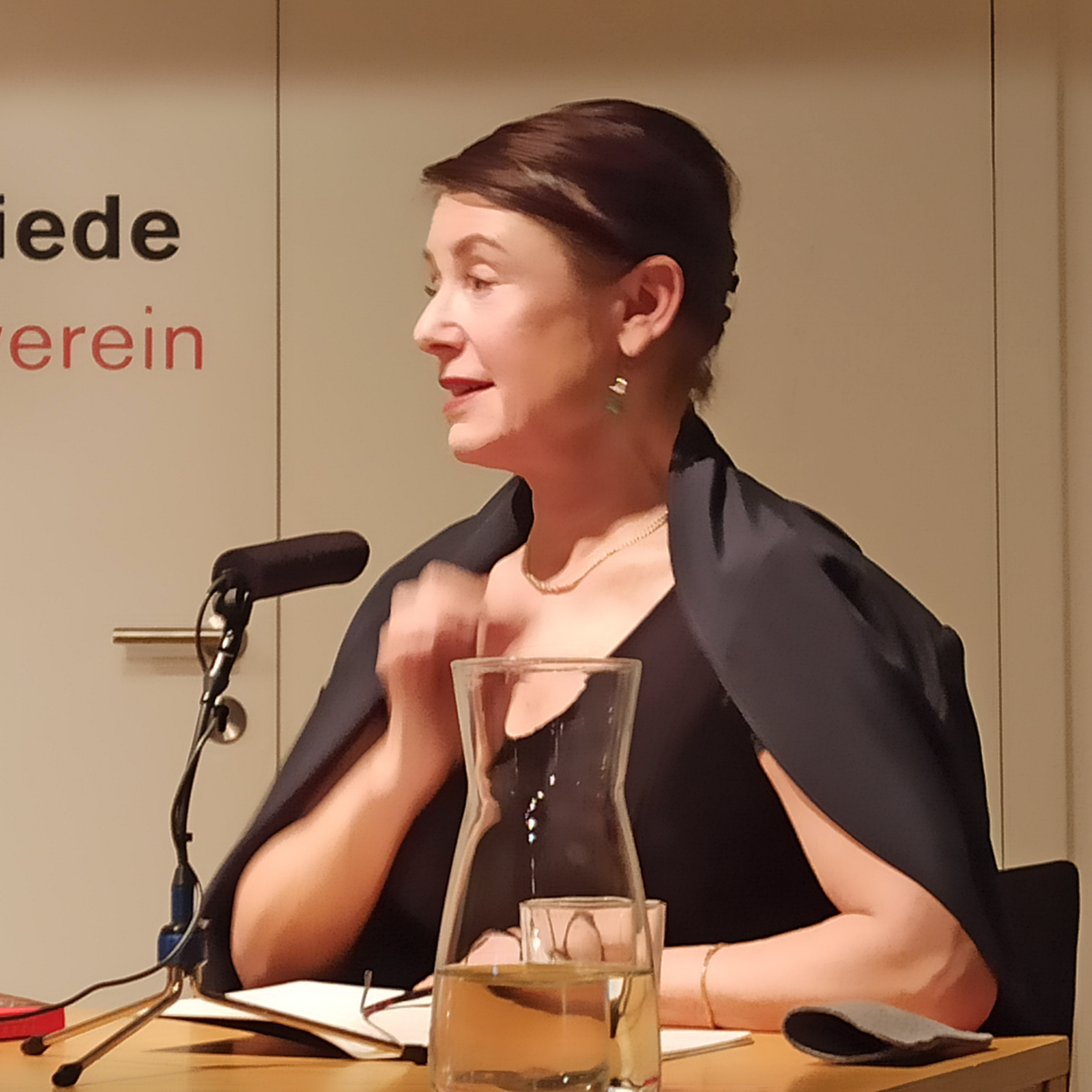
Lydia Mischkulnig in der Alten Schmiede Wien 2023

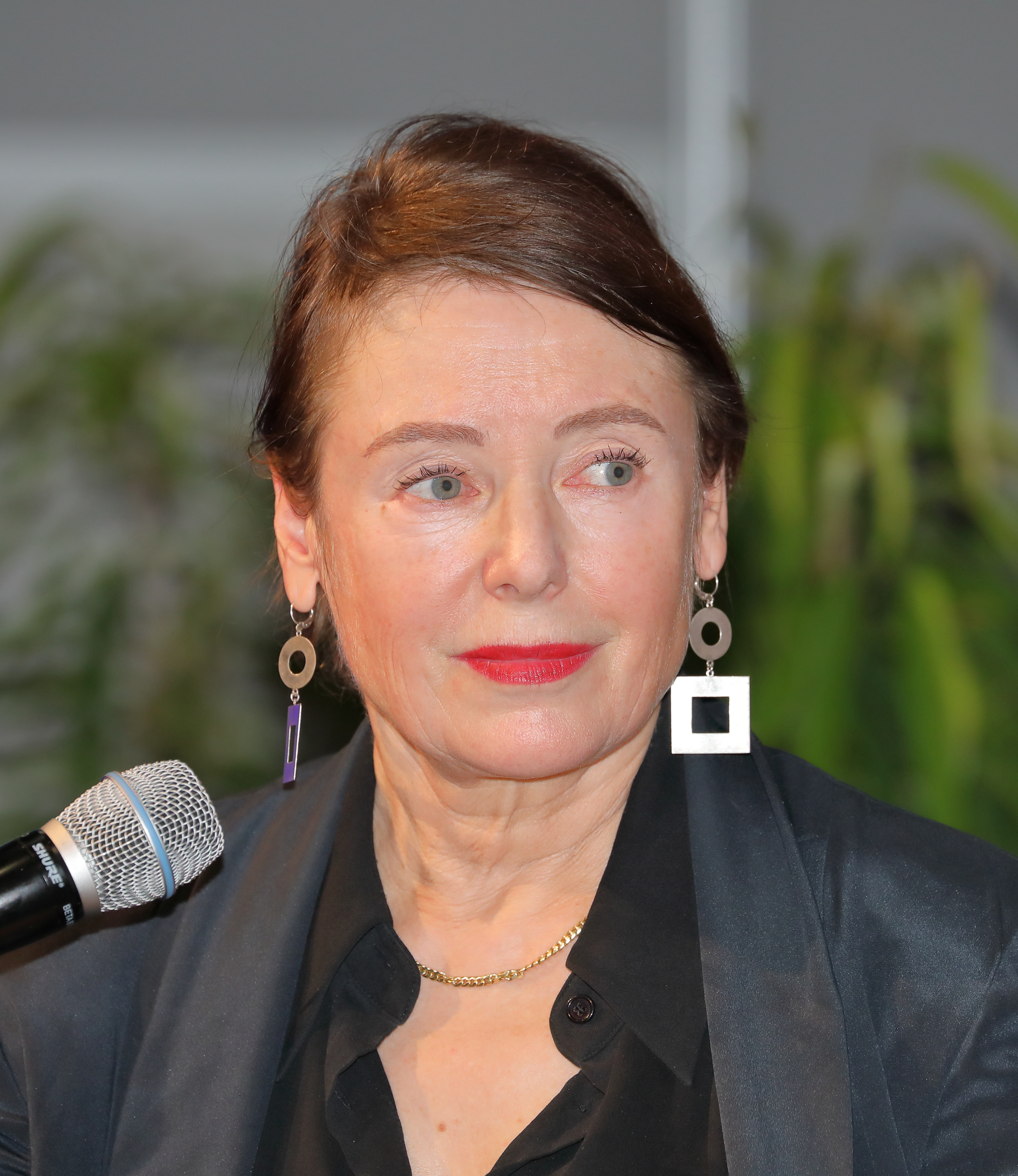
Mischkulnig auf der Buch Wien 2022

Lydia Mischkulnig (* 2. August 1963 in Klagenfurt) ist eine österreichische Schriftstellerin.

## Leben
Mischkulnig studierte ab 1981 Bühnenbild und an der Universität für Musik und darstellende Kunst Graz und ab 1985 Drehbuch und Produktion an der Filmakademie Wien der Universität für Musik und darstellende Kunst Wien. Seit 1991 ist sie literarisch tätig. 1994 erschien ihr Debüt Halbes Leben. Ihr Werk umfasst Romane, Erzählungen, Hörspiele und Essays.
In Kooperation mit der Autorin Sabine Scholl schrieb sie von 2008 bis 2013 die Böhmische Bibel, Unheilige Schrift für Puppen. Daraus entstand ein Libretto, das der Komponist Renald Deppe vertonte und durch Markus Kupferblum 2014 zur Aufführung im Porgy & Bess gelangte.
Mischkulnig ist seit 2013 Herausgeberin der Reihe Nadelstiche im Theodor Kramer Verlag, seit 2015 Kolumnistin mit Federspiel in der Wochenzeitung Die Furche und Konzeptionistin von Gesprächsreihen im Literarischen Quartier Wien der Alten Schmiede Wien.
Mischkulnig war Gastprofessorin in Japan (2008 und 2010/2011 und 2014/2015) an der Nagoya City University und von 2009 bis 2016 Lehrbeauftragte an der Universität für angewandte Kunst Wien. Sie unterrichtet Literarisches Schreiben in Institutionen, wie etwa der Leondinger Literaturakademie. 2023 hielt sie die Klagenfurter Poetikvorlesungen „Worüber wir reden, wenn wir von Literatur reden“ an der Universität Klagenfurt.

## Rezeption
- „Lydia Mischkulnig widmet sich den Auswirkungen des Kapitalismus, unsichtbaren, umso wirksameren Abhängigkeiten, verhängnisvollen Verflechtungen mit der Ökonomie. …´Was die Massen bewegt davor graut mir.` Mit Dienstleistungsprosa hat Mischkulnig nichts am Hut. Kunst schmeißt Regeln um, setzt etwas in die Welt, das über sich selbst hinausweist…. Einmal leiser dann wieder mit deutlicher Ironie, dreht und wendet sie die Worte.“[2]
- „‚So wie Mischkulnig schreibt sonst keine‘, hat der Kritiker Anton Thuswaldner festgestellt. Für ihren eigenen, eigenartigen Stil, dem es gelingt, die Wirklichkeit aufzubrechen und das Ambigue und Uneindeutige hervorzuholen, erhält sie heute den Johann-Beer-Preis.“[3]
- „Immer wieder sind es nicht nur zwischenmenschliche Beziehungen, sondern auch jene zwischen der großen, weiten (Waren-)Welt und dem Intimisten, die Mischkulnig mit ihrer Sprachkunst mikroskopiert, hier essayistisch und näher an der Wirklichkeit, dort versponnenner, assoziativer. Darauf, dass die Illusion am Ende platzt, mag es indes weniger ankommen als eben auf die Art und Weise, wie meisterhaft Mischkulnig in diesem sehr zeitgemäßen Setting die Temperaturen schwanken lässt.“[4]

## Werke
- Halbes Leben. Roman, Droschl Verlag, Graz 1994, ISBN 3-85420-381-0.
- Hollywood im Winter. Roman, Haymon Verlag, Innsbruck 1996, ISBN 3-85218-219-0.
- Sieben Versuchungen. Erzählungen, Deutsche Verlagsanstalt, Stuttgart 1998, ISBN 3-421-05117-8.
- Umarmung. Roman, Deutsche Verlagsanstalt, Stuttgart 2002, ISBN 3-421-05182-8.
- mit Sabine Scholl: Böhmische Bibel – Unheilige Schrift für Puppen in 5 Bänden, 1. Buch FIONA, 2. Buch LIBUSE, 3. Buch HERMINATOR, 4. Buch SALAM, 5. Buch als Opernlibretto[5]. Wieser Verlag, Celovec/Klagenfurt 2008/2009.
- Macht euch keine Sorgen. Neun Heimsuchungen, Haymon Verlag, Innsbruck 2009, ISBN 978-3-85218-583-5.
- Schwestern der Angst. Roman, Haymon Verlag, Innsbruck 2010, ISBN 3-85218-642-0.
- Esperanza, Schiff der Alpen! in „SchmutzkübelK...“ , herausgegeben von FreiraumK, Drava Verlag-Založba Drava Klagenfurt/Celovec 2013, ISBN 978-3-85435-710-0
- Vom Gebrauch der Wünsche. Roman, Haymon Verlag, Innsbruck 2014, ISBN 978-3-7099-7028-7.
- Die Paradiesmaschine. Erzählungen. Haymon Verlag, Innsbruck 2016, ISBN 978-3-7099-7258-8.
- mit Anna Stangl: Medusen Küsse. Edition Thurnhof, Horn 2020, ISBN 978-3-900678-51-7.
- Die Richterin. Haymon Verlag, Innsbruck 2020, ISBN 978-3-7099-8110-8, Taschenbuch, Innsbruck 2025, ISBN 978-3-7099-7983-9.
- Die Gemochten. Erzählungen. Leykam, Graz 2023, ISBN 978-3-7011-8252-7.
- Beau Rivage. Eine Rückkehr. Roman, Leykam, Graz 2025, ISBN 978-3-7011-8362-3.[6]

## Auszeichnungen
- 1993 Literaturförderpreis der Zeitschrift manuskripte
- 1996 Bertelsmann-Literaturpreis beim Ingeborg-Bachmann-Wettbewerb[7]
- 1996 Großes Österreichische Staatsstipendium für Literatur
- 1997 Literaturförderpreis des Landes Kärnten
- 2002 Manuskripte-Preis
- 2007 Elias-Canetti-Stipendium der Stadt Wien
- 2009 Österreichischer Förderungspreis für Literatur
- 2017 Veza-Canetti-Preis der Stadt Wien
- 2017 Johann-Beer-Literaturpreis
- 2020 Würdigungspreis beim Kulturpreis des Landes Kärnten